# CSMD2
CSMD2‏ (CUB and Sushi multiple domains 2) هوَ بروتين يُشَفر بواسطة جين CSMD2 في الإنسان.